# 蓬萊血蜱
蓬萊血蜱（学名：Haemaphysalis formosensis）为硬蜱科血蜱屬下的一个种。